# Јанез Лапајне
Јанез Лапајне (словен. Janez Lapajne; рођен 24. јуна 1967. у Цељу, Словенија) је словеначки филмски режисер.
Водећи словеначки независни филмски аутор.